# Liste des tournées de Jay Chou
L'auteur-compositeur-interprète taïwanais Jay Chou a entamé huit tournées de concerts depuis ses débuts en 2000.

## Fantasy Tour (2001-2002)
Tournées par Jay Chou
The One World Tour
(2002-2004)
À la suite de la sortie de son second album Fantasy, le chanteur taïwanais Jay Chou s'embarque dans sa première tournée de concerts tirée du même nom (范特西 世界巡迴演唱會). Elle débuta le 3 novembre 2001 jusqu'au 10 février 2002, comprenant cinq concerts à travers l'Asie. 

### Dates et lieux
| 1 | 3 novembre 2001 | Taïwan    | Taoyuan      | Taoyuan Arena     | - |
| 2 | 4 novembre 2001 | Hong Kong | Hong Kong    | Colisée Hong Kong | - |
| 3 | 5 novembre 2001 | Hong Kong | Hong Kong    | Colisée Hong Kong | - |
| 4 | 8 février 2002  | Malaisie  | Kuala Lumpur | Axiata Arena      | - |
| 5 | 10 février 2002 | Singapour | Singapour    | Suntec City Mall  | - |

## The One (2002-2004)
Tournées par Jay Chou
Fantasy
(2001-2002) Incomparable World Tour
(2004-2006)
The One World Tour est sa deuxième tournée de concerts ainsi que sa première au niveau mondiale. Elle débuta le 28 septembre 2002 jusqu'au 3 janvier 2004, comprenant huit concerts à travers huit pays.

### Dates et lieux
| 1  | 28 septembre 28 2002 | Taïwan     | Taipei       | Stade municipal de Taipei    | - |
| 2  | 12 décembre 2002     | Hong Kong  | Hong Kong    | Colisée Hong Kong            | - |
| 3  | 13 décembre 2002     | Hong Kong  | Hong Kong    | Colisée Hong Kong            | - |
| 4  | 14 décembre 2002     | Hong Kong  | Hong Kong    | Colisée Hong Kong            | - |
| 5  | 15 décembre 2002     | Hong Kong  | Hong Kong    | Colisée Hong Kong            | - |
| 6  | 16 décembre 2002     | Hong Kong  | Hong Kong    | Colisée Hong Kong            | - |
| 7  | 25 décembre 2002     | États-Unis | Las Vegas    | MGM Grand Las Vegas          | - |
| 8  | 11 janvier 2003      | Singapour  | Singapour    | Stade intérieur de Singapour | - |
| 9  | 12 janvier 2003      | Singapour  | Singapour    | Stade intérieur de Singapour | - |
| 10 | 28 février 2003      | Canada     | Vancouver    | Théâtre Reine Elizabeth      | - |
| 11 | 17 mai 2003          | Malaisie   | Kuala Lumpur | Stadium Merdeka              | - |
| 12 | 12 septembre 2003    | Chine      | Pékin        | Stade des Ouvriers           | - |
| 13 | 12 décembre 2003     | Chine      | Shanghaï     | Stade de Shanghaï            | - |
| 14 | 20 décembre 2003     | Chine      | Guangzhou    | Stade Tianhe                 | - |
| 15 | 23 décembre 2003     | Thaïlande  | Bangkok      | Impact, Muang Thong Thani    | - |
| 16 | 3 janvier 2004       | Chine      | Shenzhen     | Stade de Shenzhen            | - |

## Incomparable (2004-2006)
Tournées par Jay Chou
The One World Tour
(2002-2004) The World Tour
(2007-2008)
Incomparable Tour (無與倫比演唱會) est la troisième tournée de concerts du chanteur Jay Chou avec son 5e album Common Jasmine Orange. Elle débuta le 2 octobre 2004 jusqu'au 6 février 2006, comprenant vint-quatre concerts dans sept pays. 
Ses deux derniers concerts donnés à Tokyo au Japon attirent plus de 10 000 spectateurs.
Le 21 janvier 2005, il sort son second album live de cette tournée, Incomparable Concert. Le tournage a lieu lors de son premier concert au Stade municipal de Taipei à Taïwan.

### Dates et lieux
| No. | Date              | Pays       | Ville        | Lieu                           |  |
| --- | ----------------- | ---------- | ------------ | ------------------------------ |  |
| 1   | 2 octobre 2004    | Taïwan     | Taipei       | Stade municipal de Taipei      |  |
| 2   | 24 octobre 2004   | Chine      | Wuhan        | Stade du centre sportif Xinhua |  |
| 3   | 9 novembre 2004   | Hong Kong  | Hong Kong    | Colisée Hong Kong              |  |
| 4   | 10 novembre 2004  | Hong Kong  | Hong Kong    | Colisée Hong Kong              |  |
| 5   | 11 novembre 2004  | Hong Kong  | Hong Kong    | Colisée Hong Kong              |  |
| 6   | 12 novembre 2004  | Hong Kong  | Hong Kong    | Colisée Hong Kong              |  |
| 7   | 13 novembre 2004  | Hong Kong  | Hong Kong    | Colisée Hong Kong              |  |
| 8   | 14 novembre 2004  | Hong Kong  | Hong Kong    | Colisée Hong Kong              |  |
| 9   | 15 novembre 2004  | Hong Kong  | Hong Kong    | Colisée Hong Kong              |  |
| 10  | 26 novembre 2004  | Singapour  | Singapour    | Stade de Singapour             |  |
| 11  | 27 novembre 2004  | Singapour  | Singapour    | Stade de Singapour             |  |
| 12  | 3 décembre 2004   | Chine      | Hangzhou     | Stade du Dragon de Hangzhou    |  |
| 13  | 18 décembre 2004  | États-Unis | Los Angeles  | Shrine Auditorium              |  |
| 14  | 24 décembre 2004  | États-Unis | Montville    | Mohegan Sun Arena              |  |
| 15  | 25 décembre 2004  | États-Unis | Montville    | Mohegan Sun Arena              |  |
| 16  | 29 janvier 2005   | Malaisie   | Kuala Lumpur | Stadium Merdeka                |  |
| 17  | 1er juillet 2005  | Chine      | Shanghaï     | Stade de Shanghaï              |  |
| 18  | 8 juillet 2005    | Chine      | Pékin        | Stade des Ouvriers             |  |
| 19  | 17 septembre 2005 | Chine      | Suzhou       | Centre sportif de Suzhou       |  |
| 20  | 24 septembre 2005 | Chine      | Harbin       | HICEC Stadium                  |  |
| 21  | 30 septembre 2005 | Chine      | Shenzhen     | Stade de Shenzhen              |  |
| 22  | 17 décembre 2005  | Chine      | Guangzhou    | Tianhe Stadium                 |  |
| 23  | 5 février 2006    | Japon      | Tokyo        | Tokyo International Forum      |  |
| 24  | 6 février 2006    | Japon      | Tokyo        | Tokyo International Forum      |  |

## The World Tour (2007-2009)
Tournées par Jay Chou
Incomparable Tour
(2004-2006) The Era World Tour
(2010-2011)
The World Tour (世界巡迴演唱會) est sa quatrième tournée de concerts. Elle débuta le 10 novembre 2007 jusqu'au 28 août 2009, comprenant 42 concerts à travers neuf pays.
Lors de son premier concert donné au Stade de Banqiao à Taïwan, il enregistre son troisième album live intitulé  The World Tour 2007 (2007世界巡迴演唱會) qui sort le 31 janvier 2008.

### Dates et lieux
| No. | Date             | Pays       | Ville           | Lieu                                        |  |
| 1   | 10 novembre 2007 | Taïwan     | New Taipei City | Banqiao Stadium                             |  |
| 2   | 24 novembre 2007 | Chine      | Shanghaï        | Stade de Shanghaï                           |  |
| 3   | 5 décembre 2007  | Hong Kong  | Hong Kong       | Colisée Hong Kong                           |  |
| 4   | 6 décembre 2007  | Hong Kong  | Hong Kong       | Colisée Hong Kong                           |  |
| 5   | 7 décembre 2007  | Hong Kong  | Hong Kong       | Colisée Hong Kong                           |  |
| 6   | 8 décembre 2007  | Hong Kong  | Hong Kong       | Colisée Hong Kong                           |  |
| 7   | 9 décembre 2007  | Hong Kong  | Hong Kong       | Colisée Hong Kong                           |  |
| 8   | 11 décembre 2007 | Hong Kong  | Hong Kong       | Colisée Hong Kong                           |  |
| 9   | 12 décembre 2007 | Hong Kong  | Hong Kong       | Colisée Hong Kong                           |  |
| 10  | 24 décembre 2007 | États-Unis | Los Angeles     | Galen Center                                |  |
| 11  | 12 janvier 2008  | Chine      | Guangzhou       | Stade Tianhe                                |  |
| 12  | 18 janvier 2008  | Singapour  | Singapour       | Stade intérieur de Singapour                |  |
| 13  | 19 janvier 2008  | Singapour  | Singapour       | Stade intérieur de Singapour                |  |
| 14  | 16 février 2008  | Japon      | Tokyo           | Nippon Budokan                              |  |
| 15  | 17 février 2008  | Japon      | Tokyo           | Nippon Budokan                              |  |
| 16  | 18 février 2008  | Japon      | Tokyo           | Nippon Budokan                              |  |
| 17  | 23 février 2008  | Malaisie   | Kuala Lumpur    | Stadium Merdeka                             |  |
| 18  | 5 avril 2008     | Chine      | Macau           | Venetian Arena                              |  |
| 19  | 19 avril 2008    | Chine      | Nankin          | Stade du Centre sportif olympique de Nankin |  |
| 20  | 26 avril 2008    | Chine      | Tianjin         | Centre olympique de Tianjin                 |  |
| 21  | 1er mai 2008     | Chine      | Pékin           | Stade des Ouvriers                          |  |
| 22  | 24 mai 2008      | Chine      | Chongqing       | Centre olympique de Chongqing               |  |
| 23  | 21 juin 2008     | Chine      | Changsha        | Helong Stadium                              |  |
| 24  | 28 juin 2008     | Chine      | Guiyang         | Guiyang New Stadium                         |  |
| 25  | 5 juillet 2008   | Chine      | Wenzhou         | Centre sportif de Wenzhou                   |  |
| 26  | 5 septembre 2008 | Chine      | Xi'an           | Shaanxi Arena                               |  |
| 27  | 2 octobre 2008   | Chine      | Yangzhou        | Centre sportif de Yangzhou                  |  |
| 28  | 18 octobre 2008  | Chine      | Xiamen          | Stade du centre sportif de Xiamen           |  |
| 29  | 25 octobre 2008  | Chine      | Wuhan           | Stade du centre sportif de Wuhan            |  |
| 30  | 7 novembre 2008  | Chine      | Chengdu         | Stade du centre sportif de Chengdu          |  |
| 31  | 15 novembre 2008 | Chine      | Hangzhou        | Stade du Dragon de Hangzhou                 |  |
| 32  | 22 novembre 2008 | Chine      | Nanning         | Old Guangxi Stadium                         |  |
| 33  | 29 novembre 2008 | Chine      | Kunming         | Stade du centre sportif Tuodong             |  |
| 34  | 18 décembre 2008 | Canada     | Toronto         | Air Canada Centre                           |  |
| 35  | 21 décembre 2008 | États-Unis | Montville       | Mohegan Sun Arena                           |  |
| 36  | 14 février 2009  | Chine      | Shenzhen        | Stade de Shenzhen                           |  |
| 37  | 25 avril 2009    | Chine      | Luoyang         | Stade de Luoyang                            |  |
| 38  | 1er mai 2009     | Chine      | Kunshan         | Stade du centre sportif de Kunshan          |  |
| 39  | 16 mai 2009      | Chine      | Quanzhou        | Stade de Quanzhou                           |  |
| 40  | 3 juillet 2009   | Australie  | Sydney          | Acer Arena                                  |  |
| 41  | 22 août 2009     | Chine      | Foshan          | Centre sportif Lotus-du-Siècle              |  |
| 42  | 28 août 2009     | Chine      | Shenyang        | Centre olympique de Shenyang                |  |

## The Era World Tour (2010-2011)
Tournées par Jay Chou
The World Tour
(2007-2008) Opus Jay World Tour
(2013-2015)
The Era World Tour (超時代世界巡迴演唱會) est la cinquième tournée de concerts de Jay Chou. Elle débuta le 11 juin 2010 jusqu'au 18 décembre 2011, comprenant 46 concerts dans sept pays.
Le 25 janvier 2011, il sort son quatrième album live The Era 2010 World Tour qui est tournée lors de son concert au Taipei Arena.

### Dates et lieux
| No. | Date              | Pays       | Ville        | Lieu                                        |  |
| --- | ----------------- | ---------- | ------------ | ------------------------------------------- |  |
| 1   | 11 juin 2010      | Taïwan     | Taipei       | Taipei Arena                                |  |
| 2   | 12 juin 2010      | Taïwan     | Taipei       | Taipei Arena                                |  |
| 3   | 13 juin 2010      | Taïwan     | Taipei       | Taipei Arena                                |  |
| 4   | 25 juin 2010      | Chine      | Shanghaï     | Stade de Shanghaï                           |  |
| 5   | 3 juillet 2010    | Chine      | Pékin        | Stade des Ouvriers                          |  |
| 6   | 10 juillet 2010   | Chine      | Tianjin      | Centre olympique de Tianjin                 |  |
| 7   | 17 juillet 2010   | Chine      | Changzhou    | Stade du centre olympique de Changzhou      |  |
| 8   | 23 juillet 2010   | Singapour  | Singapour    | Stade de Singapour                          |  |
| 9   | 24 juillet 2010   | Singapour  | Singapour    | Stade de Singapour                          |  |
| 10  | 25 juillet 2010   | Singapour  | Singapour    | Stade de Singapour                          |  |
| 11  | 31 juillet 2010   | Chine      | Qingdao      | Centre sportif Yizhong                      |  |
| 12  | 4 septembre 2010  | Chine      | Zhengzhou    | Centre sportif du Henan                     |  |
| 13  | 12 septembre 2010 | Chine      | Xi'an        | Shaanxi iRENA                               |  |
| 14  | 16 septembre 2010 | Hong Kong  | Hong Kong    | Colisée Hong Kong                           |  |
| 15  | 17 septembre 2010 | Hong Kong  | Hong Kong    | Colisée Hong Kong                           |  |
| 16  | 18 septembre 2010 | Hong Kong  | Hong Kong    | Colisée Hong Kong                           |  |
| 17  | 19 septembre 2010 | Hong Kong  | Hong Kong    | Colisée Hong Kong                           |  |
| 18  | 21 septembre 2010 | Hong Kong  | Hong Kong    | Colisée Hong Kong                           |  |
| 19  | 22 septembre 2010 | Hong Kong  | Hong Kong    | Colisée Hong Kong                           |  |
| 20  | 23 septembre 2010 | Hong Kong  | Hong Kong    | Colisée Hong Kong                           |  |
| 21  | 24 septembre 2010 | Hong Kong  | Hong Kong    | Colisée Hong Kong                           |  |
| 22  | 26 septembre 2010 | Chine      | Hefei        | Stade du centre olympique de Hefei          |  |
| 23  | 30 septembre 2010 | Chine      | Nankin       | Stade du Centre sportif olympique de Nankin |  |
| 24  | 16 octobre 2010   | Chine      | Wuhan        | Stade du centre sportif de Wuhan            |  |
| 25  | 23 octobre 2010   | Chine      | Chengdu      | Stade du centre sportif de Chengdu          |  |
| 26  | 30 octobre 2010   | Chine      | Fuzhou       | Stade de Fuzhou                             |  |
| 27  | 6 novembre 2010   | Chine      | Chongqing    | Centre olympique de Chongqing               |  |
| 28  | 13 novembre 2010  | Chine      | Hangzhou     | Stade du Dragon de Hangzhou                 |  |
| 29  | 20 novembre 2010  | Chine      | Ningbo       | Centre sportif Ningbo                       |  |
| 30  | 23 décembre 2010  | Canada     | Vancouver    | Rogers Arena                                |  |
| 31  | 31 décembre 2010  | États-Unis | San Jose     | HP Pavilion                                 |  |
| 32  | 8 janvier 2011    | États-Unis | Los Angeles  | Los Angeles Memorial Sports Arena           |  |
| 33  | 15 janvier 2011   | Chine      | Guangzhou    | Stade Tianhe                                |  |
| 34  | 4 mars 2011       | Malaisie   | Kuala Lumpur | Stade intérieur Putra                       |  |
| 35  | 5 mars 2011       | Malaisie   | Kuala Lumpur | Stade intérieur Putra                       |  |
| 36  | 29 avril 2011     | Chine      | Luoyang      | Centre sportif de Luoyang                   |  |
| 37  | 1er mai 2011      | Chine      | Jinan        | Centre sportif olympique de Jinan           |  |
| 38  | 25 juin 2011      | Chine      | Changsha     | Stade Helong                                |  |
| 39  | 16 juillet 2011   | Chine      | Nantong      | Stade de Nantong                            |  |
| 40  | 27 août 2011      | Chine      | Shenyang     | Centre olympique de Shenyang                |  |
| 41  | 11 septembre 2011 | Chine      | Suzhou       | Centre sportif de Suzhou                    |  |
| 42  | 17 septembre 2011 | Chine      | Shenzhen     | Stade de Shenzhen                           |  |
| 43  | 30 septembre 2011 | Chine      | Dalian       | Stade de Jinzhou                            |  |
| 44  | 5 novembre 2011   | Chine      | Jiangyin     | Stade de Jiangyin                           |  |
| 45  | 17 décembre 2011  | Taïwan     | Kaohsiung    | Kaohsiung Arena                             |  |
| 46  | 18 décembre 2011  | Taïwan     | Kaohsiung    | Kaohsiung Arena                             |  |

## Opus Jay World Tour (2013-2015)
Tournées par Jay Chou
The Era World Tour
(2010-2011) The Invicible World Tour
(2016-2018)
Opus Jay World Tour (魔天倫世界巡迴演唱會) est la sixième tournée de concerts de Jay Chou. Elle débuta le 17 mai 2013 jusqu'au 20 décembre 2015, comprenant 76 concerts à travers six pays de l'Asie du Sud-Est et en Australie.
Cette tournée a attiré plus de 1,8 million de spectateurs pour un revenu brut de 250 millions $.
Le 10 mai 2016, il sort son cinquième album live Opus Jay World Tour, qui représente le concert donné au Taipei Arena le 6 septembre 2013.

### Dates et lieux
| No. | Date              | Pays      | Ville        | Lieu                                           |  |
| --- | ----------------- | --------- | ------------ | ---------------------------------------------- |  |
| 1   | 17 mai 2013       | Chine     | Shanghaï     | Mercedes-Benz Arena                            |  |
| 2   | 18 mai 2013       | Chine     | Shanghaï     | Mercedes-Benz Arena                            |  |
| 3   | 19 mai 2013       | Chine     | Shanghaï     | Mercedes-Benz Arena                            |  |
| 4   | 24 mai 2013       | Chine     | Pékin        | Palais omnisports de la capitale               |  |
| 5   | 25 mai 2013       | Chine     | Pékin        | Palais omnisports de la capitale               |  |
| 6   | 26 mai 2013       | Chine     | Pékin        | Palais omnisports de la capitale               |  |
| 7   | 6 juin 2013       | Singapour | Singapour    | Stade intérieur de Singapour                   |  |
| 8   | 7 juin 2013       | Singapour | Singapour    | Stade intérieur de Singapour                   |  |
| 9   | 8 juin 2013       | Singapour | Singapour    | Stade intérieur de Singapour                   |  |
| 10  | 22 juin 2013      | Chine     | Chengdu      | Stade du centre sportif de Chengdu             |  |
| 11  | 29 juin           | Chine     | Wuhan        | Stade du centre sportif de Wuhan               |  |
| 12  | 12 juillet 2013   | Chine     | Guangzhou    | Centre international du sport de Guangzhou     |  |
| 13  | 13 juillet 2013   | Chine     | Guangzhou    | Centre international du sport de Guangzhou     |  |
| 14  | 20 juillet 2013   | Chine     | Nanning      | Stade du centre sportif de Guangxi             |  |
| 15  | 27 juillet 2013   | Chine     | Tianjin      | Centre olympique de Tianjin                    |  |
| 16  | 2 août 2013       | Malaisie  | Kuala Lumpur | Stade intérieur Putra                          |  |
| 17  | 3 août 2013       | Malaisie  | Kuala Lumpur | Stade intérieur Putra                          |  |
| 18  | 4 août 2013       | Malaisie  | Kuala Lumpur | Stade intérieur Putra                          |  |
| 19  | 6 septembre 2013  | Taïwan    | Taipei       | Taipei Arena                                   |  |
| 20  | 7 septembre 2013  | Taïwan    | Taipei       | Taipei Arena                                   |  |
| 21  | 8 septembre 2013  | Taïwan    | Taipei       | Taipei Arena                                   |  |
| 22  | 13 septembre 2013 | Hong Kong | Hong Kong    | Colisée Hong Kong                              |  |
| 23  | 14 septembre 2013 | Hong Kong | Hong Kong    | Colisée Hong Kong                              |  |
| 24  | 15 septembre 2013 | Hong Kong | Hong Kong    | Colisée Hong Kong                              |  |
| 25  | 16 septembre 2013 | Hong Kong | Hong Kong    | Colisée Hong Kong                              |  |
| 26  | 17 septembre 2013 | Hong Kong | Hong Kong    | Colisée Hong Kong                              |  |
| 27  | 18 septembre 2013 | Hong Kong | Hong Kong    | Colisée Hong Kong                              |  |
| 28  | 19 septembre 2013 | Hong Kong | Hong Kong    | Colisée Hong Kong                              |  |
| 29  | 20 septembre 2013 | Hong Kong | Hong Kong    | Colisée Hong Kong                              |  |
| 30  | 21 septembre 2013 | Hong Kong | Hong Kong    | Colisée Hong Kong                              |  |
| 31  | 22 septembre 2013 | Hong Kong | Hong Kong    | Colisée Hong Kong                              |  |
| 32  | 30 septembre 2013 | Chine     | Xi'an        | Stade de Shaanxi                               |  |
| 33  | 12 octobre 2013   | Indonésie | Jakarta      | Stade international Mata Elang                 |  |
| 34  | 19 octobre 2013   | Chine     | Fuzhou       | Stade de Fuzhou                                |  |
| 35  | 2 novembre 2013   | Chine     | Chongqing    | Centre olympique de Chongqing                  |  |
| 36  | 9 novembre 2013   | Chine     | Nankin       | Stade du Centre sportif olympique de Nankin    |  |
| 37  | 16 novembre 2013  | Chine     | Hangzhou     | Stade du Dragon de Hangzhou                    |  |
| 38  | 24 novembre 2013  | Chine     | Shenzhen     | Stade du centre sportif de la baie de Shenzhen |  |
| 39  | 11 avril 2014     | Australie | Sydney       | Allphones Arena                                |  |
| 40  | 25 avril 2014     | Chine     | Guiyang      | Stade du centre sportif olympique de Guiyang   |  |
| 41  | 2 mai 2014        | Chine     | Shanghaï     | Stade de Shanghaï                              |  |
| 42  | 10 mai 2014       | Chine     | Changsha     | Stade Helong                                   |  |
| 43  | 17 mai 2014       | Chine     | Hefei        | Stade du centre sportif olympique de Hefei     |  |
| 44  | 24 mai 2014       | Chine     | Pékin        | Stade des Ouvriers                             |  |
| 45  | 31 mai 2014       | Chine     | Zhengzhou    | Centre sportif du Henan                        |  |
| 46  | 28 juin 2014      | Chine     | Qingdao      | Centre sportif Yizhong                         |  |
| 47  | 12 juillet 2014   | Chine     | Dalian       | Stade du centre sportif de Dalian              |  |
| 48  | 19 juillet 2014   | Chine     | Changzhou    | Stade du centre sportif olympique de Changzhou |  |
| 49  | 6 septembre 2014  | Chine     | Guangzhou    | Stade Tianhe                                   |  |
| 50  | 13 septembre 2014 | Chine     | Taiyuan      | Stade sportif de Shanxi                        |  |
| 51  | 14 novembre 2014  | Malaisie  | Kuala Lumpur | Stade intérieur Putra                          |  |
| 52  | 15 novembre 2014  | Malaisie  | Kuala Lumpur | Stade intérieur Putra                          |  |
| 53  | 19 novembre 2014  | Hong Kong | Hong Kong    | AsiaWorld–Expo                                 |  |
| 54  | 20 novembre 2014  | Hong Kong | Hong Kong    | AsiaWorld–Expo                                 |  |
| 55  | 21 novembre 2014  | Hong Kong | Hong Kong    | AsiaWorld–Expo                                 |  |
| 56  | 22 novembre 2014  | Hong Kong | Hong Kong    | AsiaWorld–Expo                                 |  |
| 57  | 23 novembre 2014  | Hong Kong | Hong Kong    | AsiaWorld–Expo                                 |  |
| 58  | 24 novembre 2014  | Hong Kong | Hong Kong    | AsiaWorld–Expo                                 |  |
| 59  | 27 décembre 2014  | Singapour | Singapour    | Stade national de Singapour                    |  |
| 60  | 11 avril 2015     | Chine     | Chengdu      | Stade du centre sportif de Chengdu             |  |
| 61  | 18 avril 2015     | Chine     | Chongqing    | Stade du centre sportif olympique de Chongqing |  |
| 62  | 25 avril 2015     | Chine     | Tianjin      | Centre olympique de Tianjin                    |  |
| 63  | 1er mai 2015      | Chine     | Xi'an        | Stade de Shaanxi                               |  |
| 64  | 9 mai 2015        | Chine     | Wuhan        | Stade du centre sportif de Wuhan               |  |
| 65  | 16 mai 2015       | Chine     | Nankin       | Stade du Centre sportif olympique de Nankin    |  |
| 66  | 23 mai 2015       | Chine     | Hangzhou     | Stade du Dragon de Hangzhou                    |  |
| 67  | 6 juin 2015       | Chine     | Jinan        | Stade olympique de Jinan                       |  |
| 68  | 13 juin 2015      | Chine     | Xiamen       | Stade du centre sportif de Xiamen              |  |
| 69  | 20 juin 2015      | Chine     | Shenzhen     | Stade du centre sportif de la baie de Shenzhen |  |
| 70  | 12 septembre 2015 | Chine     | Shenyang     | Stade de Shenyang                              |  |
| 71  | 19 septembre 2015 | Chine     | Luoyang      | Stade de Luoyang                               |  |
| 72  | 26 septembre 2015 | Chine     | Foshan       | Centre sportif Lotus-du-Siècle                 |  |
| 73  | 17 octobre 2015   | Chine     | Xuzhou       | Stade olympique de Xuzhou                      |  |
| 74  | 7 novembre 2015   | Chine     | Suzhou       | Centre sportif de Suzhou                       |  |
| 75  | 14 novembre 2015  | Chine     | Nanchang     | Centre olympique du Jiangxi                    |  |
| 76  | 20 décembre 2015  | Chine     | Kunming      | Stade Tuodong                                  |  |

## The Invicible World Tour (2016-2019)
Tournées par Jay Chou
Opus Jay World Tour
(2013-2015) Carnival World Tour
(2019-2025)
The Invincible World Tour (地表最強世界巡迴演唱會) est la septième tournée de concerts du chanteur taïwanais Jay Chou. Elle débuta le 30 juin 2016 jusqu'au 2 mai 2019, comprenant 120 concerts à travers dix pays dont notamment l'Angleterre et la France.
Pour cette tournée, lors de ses concerts au Taipei Arena (du 28 septembre au 1er octobre 2017), le chanteur a amélioré ses costumes, les effets visuels et spéciaux ainsi que les accessoires de scène. Le concert était divisé en huit parties thématiques, offrant une expérience différente à chacune d'elles. Le coût de production a dépassé les 180 millions de dollars taïwanais, devenant ainsi le concert le plus dispendieux de Jay Chou.

### Dates et lieux
| No. | Date                 | Pays       | Ville        | Lieu                                                  |        |
| --- | -------------------- | ---------- | ------------ | ----------------------------------------------------- | ------ |
| 1   | 30 juin 2016         | Chine      | Shanghaï     | Mercedes-Benz Arena                                   | 44 000 |
| 2   | 1er juillet 2016     | Chine      | Shanghaï     | Mercedes-Benz Arena                                   | 44 000 |
| 3   | 2 juillet 2016       | Chine      | Shanghaï     | Mercedes-Benz Arena                                   | 44 000 |
| 4   | 3 juillet 2016       | Chine      | Shanghaï     | Mercedes-Benz Arena                                   | 44 000 |
| 5   | 8 juillet 2016       | Chine      | Pékin        | LeSports Center                                       |        |
| 6   | 9 juillet 2016       | Chine      | Pékin        | LeSports Center                                       |        |
| 7   | 10 juillet 2016      | Chine      | Pékin        | LeSports Center                                       |        |
| 8   | 22 juillet 2016      | Chine      | Guangzhou    | Centre sportif international de Guangzhou             |        |
| 9   | 23 juillet 2016      | Chine      | Guangzhou    | Centre sportif international de Guangzhou             |        |
| 10  | 24 juillet 2016      | Chine      | Guangzhou    | Centre sportif international de Guangzhou             |        |
| 11  | 6 août 2016          | Malaisie   | Kuala Lumpur | Stadium Merdeka                                       |        |
| 12  | 27 août 2016         | Chine      | Dalian       | Stade du centre sportif de Dalian                     |        |
| 13  | 3 septembre 2016     | Singapour  | Singapour    | Stade national de Singapour                           |        |
| 14  | 16 septembre 2016    | Chine      | Qingdao      | Centre sportif Yizhong                                |        |
| 15  | 24 septembre 2016    | Chine      | Zhengzhou    | Centre sportif du Henan                               |        |
| 16  | 30 septembre 2016    | Chine      | Taiyuan      | Stade sportif de Shanxi                               |        |
| 17  | 15 octobre 2016      | Chine      | Changzhou    | Centre olympique de Changzhou                         |        |
| 18  | 22 octobre 2016      | Chine      | Hefei        | Centre olympique de Hefei                             |        |
| 19  | 5 novembre 2016      | Chine      | Fuzhou       | Centre olympique de Fuzhou                            |        |
| 20  | 12 novembre 2016     | Chine      | Nantong      | Centre d'exposition et conférence sportive de Nantong |        |
| 21  | 18 novembre 2016     | Chine      | Changsha     | Stade Helong                                          |        |
| 22  | 19 novembre 2016     | Chine      | Changsha     | Stade Helong                                          |        |
| 23  | 26 novembre 2016     | Chine      | Jiaxing      | Centre sportif de Jiaxing                             |        |
| 24  | 10 décembre 2016     | Chine      | Nanning      | Stade du centre sportif de Guangxi                    |        |
| 25  | 17 décembre 2016     | Chine      | Huizhou      | Centre olympique de Huizhou                           |        |
| 26  | 8 janvier 2017       | Hong Kong  | Hong Kong    | Colisée Hong Kong                                     |        |
| 27  | 9 janvier 2017       | Hong Kong  | Hong Kong    | Colisée Hong Kong                                     |        |
| 28  | 10 janvier 2017      | Hong Kong  | Hong Kong    | Colisée Hong Kong                                     |        |
| 29  | 11 janvier 2017      | Hong Kong  | Hong Kong    | Colisée Hong Kong                                     |        |
| 30  | 13 janvier 2017      | Hong Kong  | Hong Kong    | Colisée Hong Kong                                     |        |
| 31  | 14 janvier 2017      | Hong Kong  | Hong Kong    | Colisée Hong Kong                                     |        |
| 32  | 15 janvier 2017      | Hong Kong  | Hong Kong    | Colisée Hong Kong                                     |        |
| 33  | 16 janvier 2017      | Hong Kong  | Hong Kong    | Colisée Hong Kong                                     |        |
| 34  | 17 janvier 2027      | Hong Kong  | Hong Kong    | Colisée Hong Kong                                     |        |
| 35  | 17 mars 2017         | Angleterre | Londres      | Wembley Arena                                         |        |
| 36  | 18 mars 2017         | Angleterre | Londres      | Wembley Arena                                         |        |
| 37  | 7 avril 2017         | Chine      | Shenzhen     | Stade de Shenzhen                                     |        |
| 38  | 8 avril 2017         | Chine      | Shenzhen     | Stade de Shenzhen                                     |        |
| 39  | 15 avril 2017        | Chine      | Kunming      | Centre sportif Tuodong                                |        |
| 40  | 16 avril 2017        | Chine      | Kunming      | Centre sportif Tuodong                                |        |
| 41  | 22 avril 2017        | Chine      | Nanning      | Stade du centre sportif de Guangxi                    |        |
| 42  | 29 avril 2017        | Chine      | Xi'an        | Stade du Shaanxi                                      |        |
| 43  | 30 avril 2017        | Chine      | Xi'an        | Stade du Shaanxi                                      |        |
| 44  | 13 mai 2017          | Chine      | Chongqing    | Centre olympique de Chongqing                         |        |
| 45  | 14 mai 2017          | Chine      | Chongqing    | Centre olympique de Chongqing                         |        |
| 46  | 20 mai 2017          | Chine      | Nankin       | Stade du Centre sportif olympique de Nankin           |        |
| 47  | 21 mai 2017          | Chine      | Nankin       | Stade du Centre sportif olympique de Nankin           |        |
| 48  | 26 mai 2017          | Chine      | Tianjin      | Centre olympique de Tianjin                           |        |
| 49  | 27 mai 2017          | Chine      | Tianjin      | Centre olympique de Tianjin                           |        |
| 50  | 2 juin 2017          | Chine      | Shenyang     | Stade de Shenyang                                     |        |
| 51  | 3 juin 2017          | Chine      | Shenyang     | Stade de Shenyang                                     |        |
| 52  | 25 août 2017         | Chine      | Pékin        | Stade des Ouvriers                                    |        |
| 53  | 26 août 2017         | Chine      | Pékin        | Stade des Ouvriers                                    |        |
| 54  | 2 septembre 2017     | Chine      | Jinan        | Stade olympique de Jinan                              |        |
| 55  | 9 septembre 2017     | Chine      | Taizhou      | Stade du centre sportif de Taizhou                    |        |
| 56  | 16 septembre 2017    | Chine      | Suzhou       | Centre sportif de Suzhou                              |        |
| 57  | 28 septembre 2017    | Taïwan     | Taipei       | Taipei Arena                                          |        |
| 58  | 29 septembre 2017    | Taïwan     | Taipei       | Taipei Arena                                          |        |
| 59  | 30 septembre 2017    | Taïwan     | Taipei       | Taipei Arena                                          |        |
| 60  | 1er octobre 2017     | Taïwan     | Taipei       | Taipei Arena                                          |        |
| 61  | 14 octobre 2017      | Chine      | Nanchang     | Centre olympique du Jiangxi                           |        |
| 62  | 21 octobre 2017      | Chine      | Xiamen       | Stade de Xiamen                                       |        |
| 63  | 22 octobre 2017      | Chine      | Xiamen       | Stade de Xiamen                                       |        |
| 64  | 28 octobre 2017      | Chine      | Hangzhou     | Stade du Dragon de Hangzhou                           |        |
| 65  | 29 octobre 2017      | Chine      | Hangzhou     | Stade du Dragon de Hangzhou                           |        |
| 66  | 2 décembre 2017      | Chine      | Foshan       | Centre sportif Lotus-du-Siècle                        |        |
| 67  | 3 décembre 2017      | Chine      | Foshan       | Centre sportif Lotus-du-Siècle                        |        |
| 68  | 6 janvier 2018       | Singapour  | Singapour    | Stade national de Singapour                           |        |
| 69  | 27 janvier 2018      | Malaisie   | Kuala Lumpur | Stade Merdeka                                         |        |
| 70  | 15 mars 2018         | Hong Kong  | Hong Kong    | Colisée Hong Kong                                     |        |
| 71  | 16 mars 2018         | Hong Kong  | Hong Kong    | Colisée Hong Kong                                     |        |
| 72  | 17 mars 2017         | Hong Kong  | Hong Kong    | Colisée Hong Kong                                     |        |
| 73  | 18 mars 2018         | Hong Kong  | Hong Kong    | Colisée Hong Kong                                     |        |
| 74  | 19 mars 2018         | Hong Kong  | Hong Kong    | Colisée Hong Kong                                     |        |
| 75  | 21 mars 2018         | Hong Kong  | Hong Kong    | Colisée Hong Kong                                     |        |
| 76  | 22 mars 2018         | Hong Kong  | Hong Kong    | Colisée Hong Kong                                     |        |
| 77  | 23 mars 2018         | Hong Kong  | Hong Kong    | Colisée Hong Kong                                     |        |
| 78  | 24 mars 2018         | Hong Kong  | Hong Kong    | Colisée Hong Kong                                     |        |
| 79  | 25 mars 2018         | Hong Kong  | Hong Kong    | Colisée Hong Kong                                     |        |
| 80  | 7 avril 2018         | Australie  | Sydney       | Qudos Bank Arena                                      |        |
| 81  | 21 avril 2018        | Chine      | Zhuhai       | Zhuhai Stadium                                        |        |
| 82  | 22 avril 2018        | Chine      | Zhuhai       | Zhuhai Stadium                                        |        |
| 83  | 1er mai 2018         | Chine      | Chengdu      | Centre du pentathlon moderne de Chine                 |        |
| 84  | 2 mai 2018           | Chine      | Chengdu      | Centre du pentathlon moderne de Chine                 |        |
| 85  | 11 mai 2018          | Chine      | Changsha     | Stade Helong                                          |        |
| 86  | 12 mai 2018          | Chine      | Changsha     | Stade Helong                                          |        |
| 87  | 19 mai 2018 May 19   | Chine      | Jinhua       | Stade de Jinhua                                       |        |
| 88  | 26 mai 2018          | Chine      | Changzhou    | Centre olympique de Changzhou                         |        |
| 89  | 27 mai 2018          | Chine      | Changzhou    | Centre olympique de Changzhou                         |        |
| 90  | 15 juin 2018 June 15 | Chine      | Shanghaï     | Mercedes-Benz Arena                                   |        |
| 91  | 16 juin 2018         | Chine      | Shanghaï     | Mercedes-Benz Arena                                   |        |
| 92  | 17 juin 2018         | Chine      | Shanghaï     | Mercedes-Benz Arena                                   |        |
| 93  | 18 juin 2018         | Chine      | Shanghaï     | Mercedes-Benz Arena                                   |        |
| 94  | 23 juin 2018         | Chine      | Fuzhou       | Centre olympique de Fuzhou                            |        |
| 95  | 24 juin 2018         | Chine      | Fuzhou       | Centre olympique de Fuzhou                            |        |
| 96  | 7 juillet 2018       | Chine      | Zhengzhou    | Stade du Henan                                        |        |
| 97  | 8 juillet 2018       | Chine      | Zhengzhou    | Stade du Henan                                        |        |
| 98  | 14 juillet 2018      | Chine      | Dalian       | Centre sportif de Dalian                              |        |
| 99  | 15 juillet 2018      | Chine      | Dalian       | Centre sportif de Dalian                              |        |
| 100 | 28 juillet 2018      | Chine      | Xuzhou       | Xuzhou Olympic Sports Center Stadium                  |        |
| 101 | 23 août 2018         | Chine      | Qingdao      | Conson Stadium                                        |        |
| 102 | 24 août 2018         | Chine      | Qingdao      | Conson Stadium                                        |        |
| 103 | 1er septembre 2018   | Chine      | Taiyuan      | Centre sportif de Shanxi                              |        |
| 104 | 2 septembre 2018     | Chine      | Taiyuan      | Centre sportif de Shanxi                              |        |
| 105 | 29 septembre 2018    | Chine      | Luoyang      | Stade de Luoyang                                      |        |
| 106 | 30 septembre 2018    | Chine      | Luoyang      | Stade de Luoyang                                      |        |
| 107 | 20 octobre 2018      | Chine      | Shaoxing     | Centre sportif de Shaoxing                            |        |
| 108 | 21 octobre 2018      | Chine      | Shaoxing     | Centre sportif de Shaoxing                            |        |
| 109 | 27 octobre 2018      | Chine      | Quanzhou     | Centre sportif de Quanzhou                            |        |
| 110 | 28 octobre 2018      | Chine      | Quanzhou     | Centre sportif de Quanzhou                            |        |
| 111 | 17 novembre 2018     | Chine      | Guiyang      | Centre olympique de Guiyang                           |        |
| 112 | 18 novembre 2018     | Chine      | Guiyang      | Centre olympique de Guiyang                           |        |
| 113 | 14 décembre 2018     | Macau      | Macau        | Cotai Arena                                           |        |
| 114 | 15 décembre 2018     | Macau      | Macau        | Cotai Arena                                           |        |
| 115 | 16 décembre 2018     | Macau      | Macau        | Cotai Arena                                           |        |
| 116 | 17 décembre 2018     | Macau      | Macau        | Cotai Arena                                           |        |
| 117 | 9 février 2019       | États-Unis | Las Vegas    | MGM Grand Garden Arena                                |        |
| 118 | 10 février 2019      | États-Unis | Las Vegas    | MGM Grand Garden Arena                                |        |
| 119 | 26 avril 2019        | Angleterre | Londres      | O2 Arena                                              |        |
| 120 | 27 avril 2019        | Angleterre | Londres      | O2 Arena                                              |        |
| 121 | 2 mai 2019           | France     | Paris        | Accor Arena                                           |        |

## Carnival World Tour (2019-2015)
Tournées par Jay Chou
The Invicible World Tour
(2016-2019)
Carnival World Tour (嘉年華世界巡迴演唱會) est la huitième tournée de concerts du chanteur taïwanais Jay Chou. Elle débuta le 17 octobre 2019 à Shanghaï jusqu'au 28 septembre 2025 à Wuhan. Pour la première fois, il a donné un concert à Dubaï.

### Dates et lieux
| No. | Date                 | Pays                | Ville        | Lieu                                        |         |
| --- | -------------------- | ------------------- | ------------ | ------------------------------------------- | ------- |
| 1   | 17 octobre 2019      | Chine               | Shanghai     | Mercedes-Benz Arena                         |         |
| 2   | 18 octobre 2019      | Chine               | Shanghai     | Mercedes-Benz Arena                         |         |
| 3   | 19 octobre 2019      | Chine               | Shanghai     | Mercedes-Benz Arena                         |         |
| 4   | 20 octobre 2019      | Chine               | Shanghai     | Mercedes-Benz Arena                         |         |
| 5   | 26 octobre 2019      | Chine               | Jinan        | Centre olympique de Jinan                   |         |
| 6   | 27 octobre 2019      | Chine               | Jinan        | Centre olympique de Jinan                   |         |
| 7   | 2 novembre 2019      | Chine               | Nankin       | Stade du Centre sportif olympique de Nankin |         |
| 8   | 3 novembre 2019      | Chine               | Nankin       | Stade du Centre sportif olympique de Nankin |         |
| 9   | 9 novembre 2019      | Chine               | Changsha     | Stade Helong                                |         |
| 10  | 10 novembre 2019     | Chine               | Changsha     | Stade Helong                                |         |
| 11  | 16 novembre 2019     | Chine               | Hangzhou     | Stade du Dragon de Hangzhou                 |         |
| 12  | 17 novembre 2019     | Chine               | Hangzhou     | Stade du Dragon de Hangzhou                 |         |
| 13  | 23 novembre 2019     | Chine               | Xiamen       | Stade de Xiamen                             |         |
| 14  | 24 novembre 2019     | Chine               | Xiamen       | Stade de Xiamen                             |         |
| 15  | 29 décembre 2019     | Chine               | Shenzhen     | Shenzhen Universiade                        |         |
| 16  | 30 décembre 2019     | Chine               | Shenzhen     | Shenzhen Universiade                        |         |
| 17  | 10 janvier 2020      | Singapour           | Singapour    | Stade national de Singapour                 |         |
| 18  | 11 janvier 2020      | Singapour           | Singapour    | Stade national de Singapour                 |         |
| 19  | 17 décembre 2022     | Singapour           | Singapour    | Stade national de Singapour                 |         |
| 20  | 18 décembre 2022     | Singapour           | Singapour    | Stade national de Singapour                 |         |
| 21  | 15 janvier 2023      | Malaisie            | Kuala Lumpur | Bukit Jalil National Stadium                |         |
| 22  | 4 mars 2023          | Australie           | Sydney       | Sydney Showground Stadium                   |         |
| 23  | 5 mai 2023           | Hong Kong           | Hong Kong    | Central Harbourfront Event Space            |         |
| 24  | 6 mai 2023           | Hong Kong           | Hong Kong    | Central Harbourfront Event Space            |         |
| 25  | 7 mai 2023           | Hong Kong           | Hong Kong    | Central Harbourfront Event Space            |         |
| 26  | 10 mai 2023          | Hong Kong           | Hong Kong    | Central Harbourfront Event Space            |         |
| 27  | 11 mai 2023          | Hong Kong           | Hong Kong    | Central Harbourfront Event Space            |         |
| 28  | 13 mai 2023          | Hong Kong           | Hong Kong    | Central Harbourfront Event Space            |         |
| 29  | 14 May 14, 2023      | Hong Kong           | Hong Kong    | Central Harbourfront Event Space            |         |
| 30  | 29 juin 2023         | Chine               | Haikou       | Wuyuan River Stadium                        | 154,600 |
| 31  | 30 juin 2023         | Chine               | Haikou       | Wuyuan River Stadium                        | 154,600 |
| 32  | 1er juillet 2023     | Chine               | Haikou       | Wuyuan River Stadium                        | 154,600 |
| 33  | 2 juillet 2023       | Chine               | Haikou       | Wuyuan River Stadium                        | 154,600 |
| 34  | 17 août 2023         | Chine               | Hohhot       | Hohhot City Stadium                         |         |
| 35  | 18 août 2023         | Chine               | Hohhot       | Hohhot City Stadium                         |         |
| 36  | 19 août 2023         | Chine               | Hohhot       | Hohhot City Stadium                         |         |
| 37  | 20 août 2023         | Chine               | Hohhot       | Hohhot City Stadium                         |         |
| 38  | 7 septembre 2023     | Chine               | Tianjin      | Centre olympique de Tianjin                 |         |
| 39  | 8 septembre 2023     | Chine               | Tianjin      | Centre olympique de Tianjin                 |         |
| 40  | 9 septembre 2023     | Chine               | Tianjin      | Centre olympique de Tianjin                 |         |
| 41  | 10 septembre 2023    | Chine               | Tianjin      | Centre olympique de Tianjin                 |         |
| 42  | 21 septembre 2023    | Chine               | Taiyuan      | Centre sportif de Shanxi                    |         |
| 43  | 22 septembre 2023    | Chine               | Taiyuan      | Centre sportif de Shanxi                    |         |
| 44  | 23 septembre 2023    | Chine               | Taiyuan      | Centre sportif de Shanxi                    |         |
| 45  | 24 septembre 2023    | Chine               | Taiyuan      | Centre sportif de Shanxi                    |         |
| 46  | 12 octobre 2023      | Chine               | Shanghaï     | Shanghai Stadium                            | 320,000 |
| 47  | 13 octobre 2023      | Chine               | Shanghaï     | Shanghai Stadium                            | 320,000 |
| 48  | 14 octobre 2023      | Chine               | Shanghaï     | Shanghai Stadium                            | 320,000 |
| 49  | 15 octobre 2023      | Chine               | Shanghaï     | Shanghai Stadium                            | 320,000 |
| 50  | 8 décembre 2023      | Thaïlande           | Bangkok      | Rajamangala Stadium                         | 70,000  |
| 51  | 9 décembre 2023      | Thaïlande           | Bangkok      | Rajamangala Stadium                         | 70,000  |
| 52  | 9 janvier 2024       | Angleterre          | Londres      | O2 Arena                                    |         |
| 53  | 10 janvier 2024      | Angleterre          | Londres      | O2 Arena                                    |         |
| 54  | 13 janvier 2024      | France              | Paris        | Paris La Défense Arena                      |         |
| 55  | 2 mars 2024          | Australie           | Sydney       | Sydney Showground Stadium                   |         |
| 56  | 16 mars 2024         | Australie           | Melbourne    | Rod Laver Arena                             |         |
| 57  | 17 mars 2024         | Australie           | Melbourne    | Rod Laver Arena                             |         |
| 58  | 6 avril 2024         | Japon               | Yokohama     | K-Arena Yokohama                            |         |
| 59  | 7 avril 2024         | Japon               | Yokohama     | K-Arena Yokohama                            |         |
| 60  | 18 avril 2024        | Chine               | Hangzhou     | Centre olympique de Hangzhou                | 200,000 |
| 61  | 19 avril 2024        | Chine               | Hangzhou     | Centre olympique de Hangzhou                | 200,000 |
| 62  | 20 avril 2024        | Chine               | Hangzhou     | Centre olympique de Hangzhou                | 200,000 |
| 63  | 21 avril 2024        | Chine               | Hangzhou     | Centre olympique de Hangzhou                | 200,000 |
| 64  | 16 mai 2024          | Chine               | Fuzhou       | Centre olympique Haixia                     |         |
| 65  | 17 mai 2024          | Chine               | Fuzhou       | Centre olympique Haixia                     |         |
| 66  | 18 mai 2024          | Chine               | Fuzhou       | Centre olympique Haixia                     |         |
| 67  | 19 mai 2024          | Chine               | Fuzhou       | Centre olympique Haixia                     |         |
| 68  | 30 mai 2024          | Chine               | Changsha     | Stade Helong                                | 148,900 |
| 69  | 31 mai 2024          | Chine               | Changsha     | Stade Helong                                | 148,900 |
| 70  | 1er juin 2024        | Chine               | Changsha     | Stade Helong                                | 148,900 |
| 71  | 2 juin 2024          | Chine               | Changsha     | Stade Helong                                | 148,900 |
| 72  | 12 septembre 2024    | Chine               | Shenzhen     | Shenzhen Universiade                        |         |
| 73  | 13 septembre 2024    | Chine               | Shenzhen     | Shenzhen Universiade                        |         |
| 74  | 14 septembre 2024    | Chine               | Shenzhen     | Shenzhen Universiade                        |         |
| 75  | 15 septembre 2024    | Chine               | Shenzhen     | Shenzhen Universiade                        |         |
| 76  | 26 septembre 2024    | Chine               | Nankin       | Stade du Centre olympique sportif de Nankin |         |
| 77  | 27 septembre 2024    | Chine               | Nankin       | Stade du Centre olympique sportif de Nankin |         |
| 78  | 28 septembre 2024    | Chine               | Nankin       | Stade du Centre olympique sportif de Nankin |         |
| 79  | 29 septembre 2024    | Chine               | Nankin       | Stade du Centre olympique sportif de Nankin |         |
| 80  | 11 octobre 2024      | Singapour           | Singapour    | Stade national de Singapour                 |         |
| 81  | 12 octobre 2024      | Singapour           | Singapour    | Stade national de Singapour                 | 28 000  |
| 82  | 13 octobre 2024      | Singapour           | Singapour    | Stade national de Singapour                 |         |
| 83  | 26 octobre 2024      | Malaisie            | Kuala Lumpur | Bukit Jalil National Stadium                | 60 000  |
| 84  | 5 décembre 2024      | Taïwan              | Taipei       | Taipei Dome                                 | 152 000 |
| 85  | 6 décembre 2024      | Taïwan              | Taipei       | Taipei Dome                                 | 152 000 |
| 86  | 7 décembre 2024      | Taïwan              | Taipei       | Taipei Dome                                 | 152 000 |
| 87  | 8 décembre 2024      | Taïwan              | Taipei       | Taipei Dome                                 | 152 000 |
| 88  | 4 janvier 2025       | Émirats arabes unis | Dubai        | Coca-Cola Arena                             |         |
| 89  | 5 janvier 2025       | Émirats arabes unis | Dubai        | Coca-Cola Arena                             |         |
| 90  | 28 mars 2025         | Chine               | Sanya        | Sanya Sports Center Stadium                 | 127 400 |
| 91  | 29 mars 2025         | Chine               | Sanya        | Sanya Sports Center Stadium                 | 127 400 |
| 92  | 30 mars 2025         | Chine               | Sanya        | Sanya Sports Center Stadium                 | 127 400 |
| 93  | 25 avril 2025        | Chine               | Nanning      | Stade du centre sportif du Guangxi          |         |
| 94  | 26 avril 2025        | Chine               | Nanning      | Stade du centre sportif du Guangxi          |         |
| 95  | 27 avril 2025        | Chine               | Nanning      | Stade du centre sportif du Guangxi          |         |
| 96  | 27 juin 2025         | Hong Kong           | Hong Kong    | Kai Tak Stadium                             |         |
| 97  | 28 juin 2025         | Hong Kong           | Hong Kong    | Kai Tak Stadium                             |         |
| 98  | 29 juin 2025         | Hong Kong           | Hong Kong    | Kai Tak Stadium                             |         |
| 99  | 11 juillet 2025 2025 | Chine               | Xiamen       | Stade de Xiamen                             |         |
| 100 | 12 juillet 2025      | Chine               | Xiamen       | Stade de Xiamen                             |         |
| 101 | 13 juillet 2025      | Chine               | Xiamen       | Stade de Xiamen                             |         |
| 102 | 19 septembre 2025    | Chine               | Jinan        | Centre olympique de Jinan                   |         |
| 103 | 20 septembre 2025    | Chine               | Jinan        | Centre olympique de Jinan                   |         |
| 104 | 21 septembre 2025    | Chine               | Jinan        | Centre olympique de Jinan                   |         |
| 105 | 26 septembre 2025    | Chine               | Wuhan        | Centre sportif de Wuhan                     |         |
| 106 | 27 septembre 2025    | Chine               | Wuhan        | Centre sportif de Wuhan                     |         |
| 107 | 28 septembre 2025    | Chine               | Wuhan        | Centre sportif de Wuhan                     |         |